# Туракты
Туракты (каз. Тұрақты) — село в Байдибекском районе Туркестанской области Казахстана. Входит в состав Акбастауского сельского округа. Код КАТО — 513635700.

## Население
В 1999 году население села составляло 456 человек (245 мужчин и 211 женщин). По данным переписи 2009 года, в селе проживало 569 человек (305 мужчин и 264 женщины).